# Ophiocordyceps unilateralis
Ophiocordyceps unilateralis (Tul. & C. Tul.) Petch – gatunek grzybów z rodziny Ophiocordycipitaceae, grzyb drapieżny.

## Systematyka i nazewnictwo
Pozycja w klasyfikacji według Index Fungorum: Ophiocordycipitaceae, Hypocreales, Hypocreomycetidae, Sordariomycetes, Pezizomycotina, Ascomycota, Fungi.
Po raz pierwszy zdiagnozowali go w 1865 r. Louis René Tulasne i Charles Tulasne nadając mu nazwę Torrubia unilateralis. Obecną, uznaną przez Index Fungorum nazwę nadał mu w 1931 r. Thomas Petch.
Niektóre synonimy:

- Cordyceps formicivora J. Schröt. 1894
- Cordyceps unilateralis (Tul.) Sacc. 1883
- Torrubia formicivora Tul. & C. Tul. 1865
- Torrubia unilateralis Tul. & C. Tul. 1865[2].

## Cykl
Grzyb potrzebuje odpowiedniej temperatury i wilgotności oraz odległości od gleby do wzrostu. Zarodniki atakują mrówkę. Grzyb rozrastając się zmienia sposób, w jaki reaguje ona na feromony. Zainfekowana ofiara porzuca mrowisko, wchodzi na drzewo i na odpowiedniej wysokości wbija się w liść żuwaczką i zdycha. Grzyb przerasta ciało mrówki i z tyłu jej głowy wypuszcza szypułkę, która, pękając, rozsiewa zarodniki. Zarodniki są niesione z wiatrem i infekują kolejne mrówki.
Pasożyt infekuje mrówki z gatunku Camponotus leonardi. Wcześniej sądzono, że zmienia on ich zachowanie w celu rozsiania zarodników. Okazało się, że grzyb nie kontroluje mózgu ofiary, lecz przejmuje kontrolę nad mięśniami nóg, czy żuchwy mrówek.